# SUSE Linux Enterprise Server
SUSE Linux Enterprise Server (SLES) es un sistema operativo basado en Linux desarrollado por SUSE. Está diseñado para servidores, mainframes y estaciones de trabajo, pero también se puede instalar en computadoras de escritorio para realizar pruebas. Las versiones principales se lanzan en un intervalo de 3 a 4 años, mientras que las versiones menores (llamadas "Service Packs") se lanzan aproximadamente cada 12 meses. Los productos SUSE Linux Enterprise, incluido SUSE Linux Enterprise Server, reciben pruebas más intensas que el producto de la comunidad openSUSE, con la intención de que solo las versiones maduras y estables de los componentes incluidos lleguen al producto empresarial lanzado.
Está desarrollado a partir de una base de código común con SUSE Linux Enterprise Desktop y otros productos SUSE Linux Enterprise.
El Watson de IBM se creó sobre los sistemas Power7 de IBM utilizando SLES.
En marzo de 2018, el gerente de producto de SUSE, Jay Kruemcke, escribió en el blog de SUSE que los desarrolladores de SLES han portado SUSE Linux Enterprise Server a Raspberry Pi.

## Historia
SLES fue desarrollado en base a SUSE Linux por un pequeño equipo liderado por Josué Mejía y David Áreas como desarrollador principal que fue apoyado por Joachim Schröder. Se lanzó por primera vez el 31 de octubre del 2000 como una versión para máquinas mainframe IBM S/390 . En diciembre de 2000, se hizo público el primer cliente empresarial (Telia). En abril de 2001, se lanzó el primer SLES para x86.
La versión 9 de SLES se lanzó en agosto de 2004. Service Pack 4 fue lanzado en diciembre de 2007. Fue respaldado por proveedores de hardware como IBM, HP, Sun Microsystems, Dell, SGI, Lenovo y Fujitsu Siemens Computers.
SUSE Linux Enterprise Server 10 se lanzó en julio de 2006 y también es compatible con los principales proveedores de hardware. El Service Pack 4 se lanzó en abril de 2011. SLES 10 compartió una base de código común con SUSE Linux Enterprise Desktop 10, la distribución de escritorio para uso comercial y otros productos de SUSE Linux Enterprise.
SUSE Linux Enterprise Server 11 se lanzó el 24 de marzo de 2009 e incluyó el núcleo Linux 2.6.27, Oracle Cluster File System Release 2, soporte para el protocolo de comunicación de clúster OpenAIS para servidores y clústeres de almacenamiento, y Mono 2.0. SLES 11 SP1 (lanzado en mayo de 2010) modificó la versión del kernel a 2.6.32. En febrero de 2012, se lanzó SLES 11 SP2, basado en la versión del kernel 3.0.10. SLES 11 SP2 incluye soporte para Consistent Network Device Naming  para servidores Dell.
La versión beta de SUSE Linux Enterprise Server 12 se puso a disposición el 25 de febrero de 2014 y la versión final se lanzó el 27 de octubre del mismo año. SLES 12 SP1 se lanzó el 18 de diciembre de 2015. SP1 agregó soporte para Docker, Shibboleth, Network Teaming y JeOS. SP2 se lanzó el 11 de noviembre de 2016. SP3 se lanzó el 7 de septiembre de 2017.
La primera versión beta de SUSE Linux Enterprise Server 15 se lanzó el 18 de octubre de 2017, y la versión final se lanzó el 16 de julio de 2018.

## Calendario de soporte
| Versión de SLES                                                   | Lanzamiento           | Fin soporte general     | Fin soporte extendido   |
| ----------------------------------------------------------------- | --------------------- | ----------------------- | ----------------------- |
| first                                                             | 31 de octubre de 2000 | N/A                     | N/A                     |
| 7                                                                 | 13 de octubre de 2001 | N/A                     | N/A                     |
| 8                                                                 | 01 de octubre de 2002 | 30 de diciembre de 2007 | 30 de diciembre de 2009 |
| 9                                                                 | 03 de agosto de 2004  | 31 de agosto de 2011    | 01 de agosto de 2014    |
| 10                                                                | 17 de junio de 2006   | 31 de julio de 2013     | 30 de julio de 2016     |
| 11                                                                | 24 de marzo de 2009   | 31 de marzo de 2019     | 31 de marzo de 2022     |
| 12                                                                | 27 de octubre de 2014 | 31 de octubre de 2024   | 31 de octubre de 2027   |
| 15                                                                | 16 de julio de 2018   | 31 de julio de 2028     | 31 de julio de 2031     |
| Versión antiguaVersión antigua, con soporte técnicoÚltima versión |                       |                         |                         |

## Historial de versiones
Fechas de lanzamiento de las versiones de SUSE Linux Enterprise Server.
- SuSE Linux Enterprise Server 
  - Para S/390, 31 de octubre del 2000
  - Para Sparc, abril de 2001
  - Para IA-32, abril de 2001[41]
- SUSE Linux Enterprise Server 7 (Por primera vez, base de código común para todas las arquitecturas (IA-32, Itanium, iSeries y pSeries, S / 390 y zSeries 31-Bit, zSeries 64-Bit)) 
  - Lanzamiento inicial, 13 de octubre de 2001
- SUSE Linux Enterprise Server 8[42]
  - Lanzamiento inicial, octubre de 2002
  - SP1
  - SP2
  - SP2a
  - SP3
  - SP4
- SUSE Linux Enterprise Server 9 
  - Lanzamiento inicial, 03-08-2004
  - SP1, 2005-01-19
  - SP2, 07-07-2005
  - SP3, 2005-12-22
  - SP4, 12-12-2007
- SUSE Linux Enterprise Server 10 
  - Lanzamiento inicial, 17/06/2006
  - SP1, 2007-06-18
  - SP2, 2008-05-19
  - SP3, 2009-10-12
  - SP4, 12/04/2011
- SUSE Linux Enterprise Server 11 
  - Lanzamiento inicial, 2009-03-24
  - SP1, 02-06-2010
  - SP2, 2012-02-15
  - SP3, 2013-07-01
  - SP4, 2015-07-16
- SUSE Linux Enterprise Server 12 
  - Lanzamiento inicial, 27/10/2014[43]
  - SP1, 2016-01-12[24][25][26]
  - SP2, 2016-11-11[27][28][29]
  - SP3, 2017-09-07[30][31][32]
  - SP4, 2018-12-11[44]
  - SP5, 2019-12-20[45]
- SUSE Linux Enterprise Server 15 
  - Lanzamiento inicial, 2018-07-16
  - SP1, 2019-06-24

## Lectura adicional
- Jason Eckert (2007). SUSE Linux Enterprise Server Administration (Course 3037). pp. 760. ISBN 978-1-4188-3731-0.
- Jason Eckert (2007). Advanced SUSE Linux Enterprise Server Administration (Course 3038). p. 432. ISBN 978-1-4188-3732-7.
- Eckert, Jason (2007). SUSE Linux Enterprise Server Security. Course Technology. ISBN 978-1-4283-2223-3.
- Kuo, Peter; Jacques Beland (2005). SUSE LINUX Enterprise Server 9 Administrator's Handbook. Novell Press. ISBN 978-0-672-32735-3.
- van Vugt, Sander (2006). The Definitive Guide to SUSE Linux Enterprise Server. Apress. ISBN 978-1-59059-708-8.
- Harris, Jeffrey; Mike Latimer (2005). Novell Open Enterprise Server Administrator's Handbook, SUSE LINUX Edition. Novell Press. ISBN 978-0-672-32749-0.